# NEWS (grup)
NEWS (ニュース, Nyūsu) és un grup japonès format per Johnny & Associates, sota la discogràfica Johnny's Entertainment. Abans del seu debut oficial llançaren un single (com un grup de nou membres) titulat News Nippon (News ニッポン, lit. News Japan). Oficialment feren el seu debut en 2004 com un grup de vuit membres amb el seu primer single Kibou ~Yell~ (希望 ~Yell~).
El nom de NEWS es referix als punts cardinals- nord, est, oest i sud.
Originalment eren nou membres però Takahiro Moriuchi va deixar el grup abans del debut oficial. El 2005 i 2006, dos membres de NEWS, Hiroki Uchi i Hironori Kusano foren suspesos del grup deguts a uns incidents bevent alcohol esent menors. El que va resultar l'actual nombre de sis components. L'octubre de 2011, Tomohisa Yamashita i Ryo Nishikido anunciaren que deixaven el grup, Yamashita per dedicar-se a la seva carrera en solitari i Nishikido romandria únicament a Kanjani8.